# Pleura

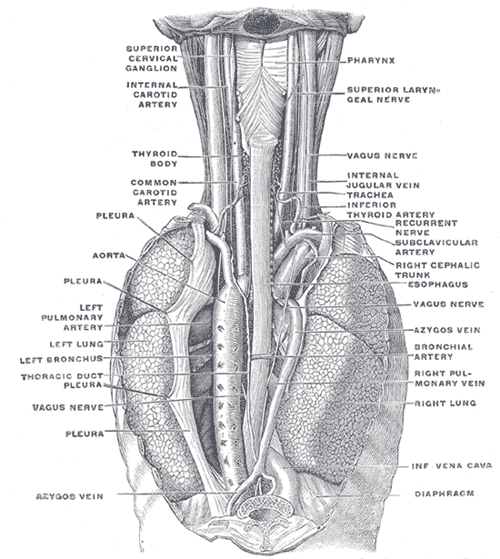
Esquema de la pleura i els pulmons.

La pleura és una membrana serosa d'origen mesodèrmic que recobreix ambdós pulmons, el mediastí, el diafragma i la part interna de la caixa toràcica. La pleura parietal és la part externa, en contacte amb la caixa toràcica mentre que la pleura visceral és la part interna, en contacte amb els pulmons.
La cavitat pleural és un espai virtual entre la pleura parietal i la pleura visceral. Posseeix una capa de líquid gairebé capil·lar. El volum normal de líquid pleural contingut en aquesta cavitat és de 0,1 a 0,2 ml

## Malalties de la pleura
Són inflamacions amb presència de líquid o de pus entre les dues membranes (pleuritis).
La curació es realitza generalment a costa de sinèquies d'ambdues fulles de la pleura. A vegades, únicament permet la curació completa una exèresi quirúrgica de la pleura malalta.

### Càncerpleural
En la majoria dels casos es tracta d'un mesotelioma, que se sospita per l'aparició d'un vessament líquid.
El diagnòstic de certesa s'obté per la biòpsia.

### Altres afeccions pleurals

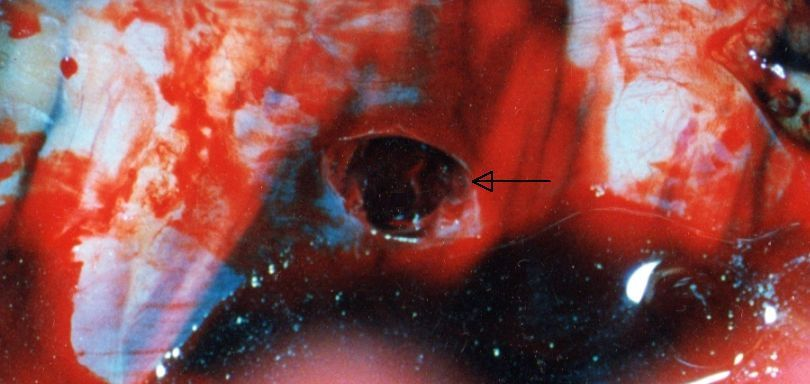
Laceració traumàtica de la pleura parietal

- Cissuritis, inflamació pleural de les cissures pulmonars.
- Sinèquies pleurals, que són adherències cicatricials de les fulles de la pleura que segueixen a les malalties pleurals.
- Calcificacions pleurals, que són -a vegades- també seqüeles de pleuresia.